# Carli (cognome)
Carli è un cognome di lingua italiana.

## Varianti
Carle, Carlesi, Carlesso, Carletti, Carlin, Carlini, Carlino, Carlisi, Carlo, Carlon, Carlone, Carloni, Carlot, Carlotti, Carlotto, Carlovich, Carlozzi, Carlucci, Carluccio, Carluzzi, Caroli, De Carli, De Carlo, De Caroli, De Carolis, Decarli, Di Carlo, Lozzi, Luzzi, Luzzo, Zarli, Zarlini.

## Origine e diffusione
Cognome tipicamente panitaliano, è presente prevalentemente al centro-nord.
Potrebbe derivare dal prenome Carlo.
La variante Carloni compare al centro-nord; Caroli è emiliano; De Carlo è meridionale; Di Carlo è siciliano; Carlin e Carlesso compaiono nelle Venezie; Carlovich è giuliano; Zarli e Zarlini compaiono nelle Venezie e in Italia meridionale.

## Persone
- Andrea Carli (1975) – attore italiano
- Gabriella Carli (1953) – direttrice d'orchestra e pianista italiana
- Giambattista Carli (...-...) – vescovo cattolico italiano del XVI secolo
- Gian Rinaldo Carli (1720-1795) – scrittore, economista, storico e numismatico italiano